# Wrocław dla Jezusa
Wspólnota Chrześcijańska Wrocław dla Jezusa (WDJ) – niezależna chrześcijańska wspólnota działająca we Wrocławiu. W rejestrze kościołów i innych związków wyznaniowych prowadzonym przez Ministerstwo Spraw Wewnętrznych zarejestrowana w dziale A pod nr 102. Jest jednym z charyzmatycznych kościołów ewangelicznych, które wierzą w manifestację przejawów Ducha Świętego. Powstała w 2000 r. w wyniku połączenia dwóch byłych katolickich wspólnot: Syjon i Adonai. W 2010 r. liczyła 180 członków. Jej pastorem jest Adam Piątkowski.

## Doktryna
Wspólnota opiera się na doktrynach wspólnych dla nurtu ewangelikalnego protestantyzmu. Wyznaje wiarę w:
- Trójjedynego Boga – Ojca, Syna i Ducha Świętego;
- nieomylność Pisma Świętego jako Bożego Słowa natchnionego przez Ducha Świętego;
- zbawienie przez wiarę w to, że Jezus Chrystus umarł na krzyżu za grzechy wszystkich ludzi oraz jest Synem Bożym;
- zmartwychwstanie Jezusa w ciele;
- realność przeżycia nowego narodzenia;
- chrzest w Duchu Świętym z towarzyszącymi temu charyzmatami, takimi jak mówienie w językach czy prorokowanie.

Wspólnota praktykuje chrzest wodny przez zanurzenie, a także Wieczerzę Pańską jako komunię z Bogiem i innymi chrześcijanami. Deklaruje, że każda osoba, która przyjęła Jezusa jako swojego Pana i Zbawiciela, jest częścią kościoła powszechnego niezależnie od przynależności wyznaniowej. 

## Działalność
Podczas spotkań całej Wspólnoty oraz w małych grupach domowych wykładane są interpretacje fragmentów Pisma Świętego. Ponadto kościół angażuje się w działania ewangelizacyjne, które prowadzi samodzielnie oraz z innymi wspólnotami chrześcijańskimi. Należy do wrocławskiego Przymierza Pastorów, a także jest członkiem Aliansu Ewangelicznego w RP. Ponadto samodzielnie organizuje cykliczne spotkania dla młodzieży pod nazwą „Be the Light”. Wspiera działalność Fundacji International Help Network, która pomaga biednym w Afryce, głównie w Mozambiku. Do 2011 r. wydawała magazyn „Boom” promujący wartości chrześcijańskie i zdrowy tryb życia.